# Electro Sur
Empresa Regional de Servicio Público de Electricidad del Sur S.A. bajo la marca comercial Electro Sur es una empresa pública peruana de generación y distribución de energía eléctrica. Esta certificada y regulada por el Ministerio de Energía y Minas del Perú.
En el año 2022, la cantidad de clientes con contrato de condiciones uniformes vigente fue de 188.038

## Historia
Se fundó el 28 de enero de 1985, tras la entrada en vigor de la Ley General de Electricidad 23406. Inicio con el objetivo de cubrir la zona sur del país. entro en operación comercial el 1 de junio de 1985.
En 2023, empezó a recibir pagos a través de la plataforma Yape.